# J002E3
J002E3 è la designazione data ad un supposto asteroide scoperto dall'astronomo dilettante Bill Yeung il 3 settembre 2002.  Ulteriori analisi hanno rilevato che l'oggetto non è un asteroide roccioso ma è invece il terzo stadio del razzo Saturn V del Apollo 12.

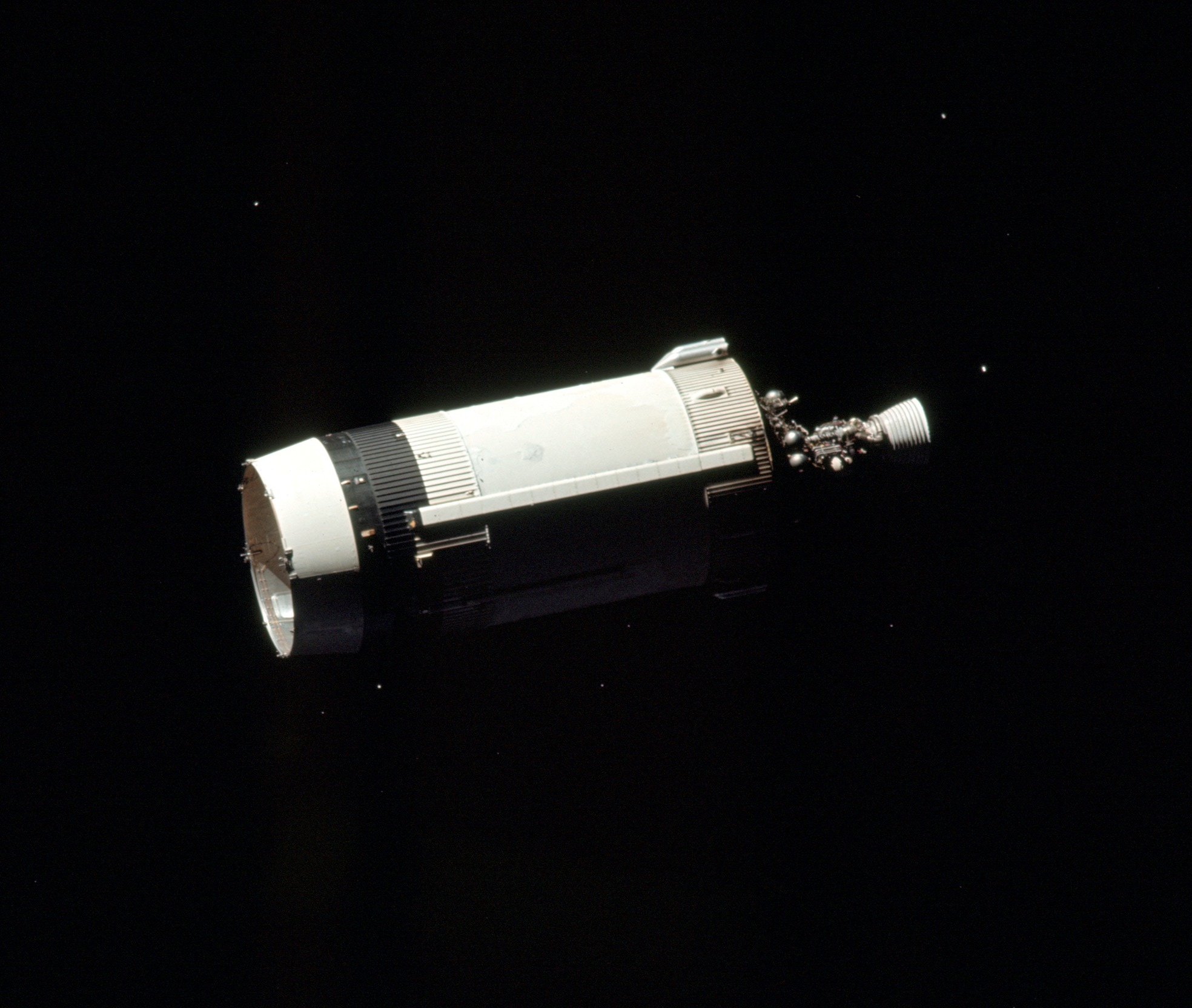
Uno stadio del razzo di Apollo 17, dello stesso tipo del Saturn V di Apollo 12.

Le osservazioni spettroscopiche hanno sciolto ogni dubbio, mostrando che l'oggetto ha il colore della vernice usata per gli stadi più alti del razzo Saturn V S-IVB.
Si ipotizza che J002E3 abbia abbandonato l'orbita terrestre nel giugno del 2003, e che potrebbe rimettersi su di un'orbita attorno alla Terra attorno al 2040